# بوسپیرون
بوسپیرون (به انگلیسی: Buspirone) داروی ضداضطراب خوراکی است که بیشتر برای درمان اختلالات اضطرابی به ویژه اضطراب فراگیر به کار می‌رود. این دارو از نظر ساختار با سایر داروهای ضداضطراب از جمله بنزودیازپین‌ها و باربیتورات‌ها متفاوت است. بوسپیرون همچنین برخلاف سایر داروهای ضد اضطراب، فاقد اثرات
ضدتشنج یا شل‌کننده عضلانی است، عملکرد سایکوموتور را مختل نمی‌کند و وابستگی فیزیکی ایجاد نمی‌نماید؛ بنابراین یک مزیت بوسپیرون در مقایسه با بنزودیازپین‌ها این است که خواب‌آلودگی و اختلال تمرکز ایجاد نمی‌کند. بوسپیرون برخلاف سایر داروهای ضداضطراب برای درمان فوری اضطراب به کار برده نمی‌شود، زیرا اثرات ضداضطراب آن ممکن است پس از گذشت دو هفته از شروع درمان آغاز گردد. این دارو اولین بار در سال ۱۹۸۶ مورد تأیید سازمان غذا و دارو (آمریکا) قرار گرفت.

## موارد مصرف

### اضطراب
بوسپیرون برای درمان اختلالات یا علائم اضطرابی به کار برده می‌شود. سازمان غذا و دارو (FDA) این
دارو را برای درمان کوتاه مدت و بلندمدت اختلال اضطراب فراگیر و همچنین درمان کوتاه مدت علائم
اضطرابی تأیید کرده است. بوسپیرون اثرات ضداضطراب فوری ندارد و شروع اثر آن ممکن است دو تا چهار هفته پس از شروع درمان ظاهر شود. بوسپیرون در درمان اختلال اضطراب فراگیر تقریباً می‌تواند به اندازه دیگر داروهای ضداضطراب مانند دیازپام، آلپرازولام، لورازپام و کلرازپات اثرات ضداضطرابی داشته باشد. درصورتی که مهارکننده‌های انتخابی بازجذب سروتونین (SSRIs) در درمان
اضطراب مؤثر نباشند یا این که بیمار نتواند آنها را تحمل کند، می‌توان بوسپیرون را به عنوان یک داروی خط دوم به کار گرفت

## سایر مصارف

### اختلال عملکرد جنسی
شواهدی از اثربخشی بوسپیرون در درمان اختلال کمبود میل جنسی (hypoactive sexual
desire disorder) دارد

بوسپیرون همچنین به عنوان یک داروی کمکی برای کاهش عوارض جنسی مهارکننده‌های انتخابی بازجذب سروتونین (SSRIs) به کار برده می‌شود

### متفرقه
بوسپیرون در درمان ترک بنزودیازپین‌ها، ترک باربیتورات‌ها و ترک الکل/دلیریوم ترمنس مؤثر نیست.

## موارد منع مصرف
بوسپیرون در موارد زیر نباید مورد مصرف قرار بگیرد
- سابقه حساسیت به بوسپیرون
- اسیدوز متابولیک (مانند آنچه در دیابت رخ می‌دهد)
- همراه با مهارکننده‌های MAO
- نارسایی شدید کبد یا کلیه.

## عوارض جانبی
یک عارضه شایع مصرف بوسپیرون، سرگیجه است که در بیش از ۱۰٪ از بیماران رخ می‌دهد. سایر عوارض در ۱ تا ۱۰٪ از بیماران دیده می‌شود عبارتند از
- سیستم عصبی مرکزی: خواب دیدنهای غیرطبیعی، اختلال تعادل، اغتشاش شعور، سرگیجه، خواب آلودگی،

برانگیختگی هیجانی، سردرد، عصبی بودن، کرختی، حملات خشم، احساس گزگز در اندامها
- چشم: تاری دید
- گوش: وزوز گوش
- قلبی-عروقی: درد سینه
- تنفسی: گرفتگی بینی
- پوست: تعریق، راش
- گوارش: اسهال، تهوع، گلودرد
- عصبی-عضلانی و اسکلتی: درد، لرزش، ضعف

بوسپیرون معمولاً به خوبی تحمل می‌شود و عوارض خواب‌آلودگی، اختلال شناختی و سایکوموتور، شل‌کنندگی
عضلانی، وابستگی فیزیکی و اثرات ضدتشنج ندارد. همچنین بوسپیرون، حالت سرخوشی ایجاد نمی‌کند و معمولاً نمی‌گیرد.

## نحوه تجویز
بوسپیرون به صورت قرص‌های خوراکی ۵، ۷٫۵، ۱۰، ۱۵ و ۳۰ میلی‌گرم موجود است. دوز اولیه پیشنهادی برای درمان اختلال اضطراب فراگیر ۱۵ میلی‌گرم در روز است که به صورت ۷٫۵ میلی‌گرم دو بار در روز یا ۵ میلی‌گرم سه بار در روز داده می‌شود. هر دو تا سه روز می‌توان دوز دارو را به میزان ۵ میلی‌گرم افزایش داد تا اثر روان‌شناسی بالینی دلخواه حاصل گردد. حداکثر دوز روزانه آن ۶۰ میلی‌گرم است

## مصرف بیش از حد
در صورتی که بوسپیرون بدون همراهی با سایر داروها در مقادیر زیاد مصرف شود معمولاًﹰ خطر مرگ وجود ندارد، با این حال اطلاعات قطعی در این مورد وجود ندارد. در یک کارآزمایی بالینی، بوسپیرون به میزان ۳۷۵ میلی‌گرم در روز به مردان سالمی که داوطلب شرکت در مطالعه بودند داده شد و عوارضی مانند تهوع، استفراغ، سرگیجه، خواب‌آلودگی، میوز و مشکلات گوارشی ایجاد شد. در کارآزمایی‌های بالینی مقدماتی، بوسپیرون با مقادیر بالایی چون ۲۴۰۰ میلی‌گرم در روز هم تجویز شده و عوارضی چون بی‌قراری، لرزش و سفتی عضلانی مشاهده گردیده است. یک مورد مرگ در مصرف هم‌زمان ۴۵۰ میلی‌گرم بوسپیرون با آلپرازولام، دیلتازم، الکل و کوکائین مشاهده شده است

## تداخلات
بوسپیرون توسط آنزیم Cytochrome P450 3A4 (CYP3A4) متابولیزه می‌شود؛ بنابراین بوسپیرون با داروهایی که دارد. از آن جمله می‌توان به موارد زیر اشاره کرد:
- ایتراکونازول (Itraconazole): سطح پلاسمایی بوسپیرون را افزایش می‌دهد.
- ریفامپیسین (Rifampicin): سطح پلاسمایی بوسپیرون را کاهش می‌دهد.
- نفازودون (Nefazodone): سطح پلاسمایی بوسپیرون را افزایش می‌دهد.
- هالوپریدول (Haloperidol): سطح پلاسمایی بوسپیرون را افزایش می‌دهد.
- کاربامازپین (Carbamazepine): سطح پلاسمایی بوسپیرون را کاهش می‌دهد.
- گریپ فروت:تا حد زیادی سطح پلاسمایی بوسپیرون را افزایش می‌دهد.
- فلووکسامین (Fluvoxamine): به میزان متوسط سطح پلاسمایی بوسپیرون را افزایش می‌دهد.

مصرف هم‌زمان بوسپیرون و مهارکننده‌های MAO منجر به افزایش فشار خون خواهد شد.

## مصرف در جمعیت‌های خاص

### بارداری و شیردهی
بوسپیرون از نظر احتمال خطر در بارداری در گروه B قرار دارد و هنوز به روشنی مشخص نیست که در شیر ترشح می‌شود یا خیر. کارخانه سازنده دارو توصیه می‌کند حین مصرف دارو شیردهی انجام نشود.

### کودکان
بی خطری و اثربخش بودن مصرف بوسپیرون در افراد زیر ۱۸ سال مشخص نشده است. این دارو در کودکان ۶ تا ۱۷ ساله مبتلا به اختلال اضطراب فراگیر به کار برده شده است و عوارض جانبی غیرمعمول نداشته است. با این حال مصرف مقادیر ۷٫۵ تا ۳۰ میلی‌گرم از این دارو به صورت دو بار در روز، اثری بیش از دارونما نداشته است.

### سالمندان
بی خطری، اثربخشی و فارماکوکینتیک بوسپیرون در سالمندان تفاوت قابل توجهی با افراد جوان ندارد. اگرچه احتمال افزایش حساسیت به دارو در سالمندان وجود دارد.

## فارماکولوژی

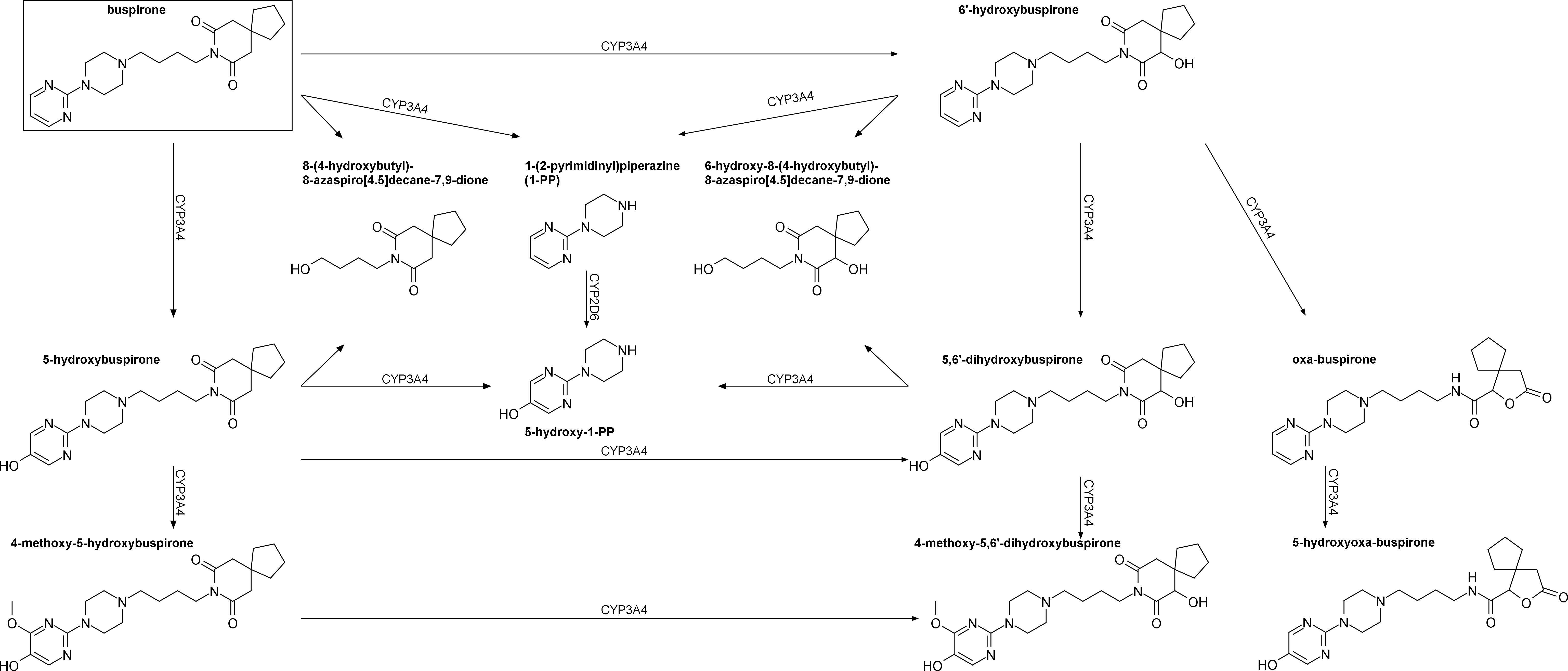
متابولیسم بوسپیرون

### فارماکودینامیک
بوسپیرون به عنوان یک آگونیست با میل ترکیبی بالا به گیرنده‌های سروتونینی 5-HT 1A متصل می‌شود. این دارو یک آگونیست کامل گیرنده‌های پیش‌سیناپسی 5-HT 1A که خود گیرنده های
مهاری هستند می‌باشد. همچنین بوسپیرون آگونیست نسبی گیرنده‌های پس‌سیناپسی 5-HT 1A است. به
نظر می‌رسد اثرات بالینی بوسپیرون از طریق افزایش فعالیت سروتونرژیک در آمیگدال و سایر
بخشهای مدار ترس/اضطراب در مغز اعمال می‌شود.
بوسپیرون با میل ترکیبی کمتر به گیرنده‌های 5-HT 2A، 5-HT 2B، 5-HT 2C، 5-HT ۶ و 5-HT ۷ متصل
می‌شود.
بوسپیرون علاوه بر گیرنده‌های سروتونینی، به عنوان آنتاگونیست گیرنده‌های دوپامینی D2 با میل
ترکیبی پایین نیز عمل می‌کند. این دارو با گرایش بیشتر، خود گیرنده های پیش‌سیناپسی D2 را مهار
می‌کند و فقط در دوزهای بالاتر به عنوان آنتاگونیست گیرنده‌های پس سیناپسی D2 عمل می‌کند.
علاوه بر این بوسپیرون با میل ترکیبی بالا به عنوان آنتاگونیست گیرنده‌های دوپامینی D3 و D4 عمل
می‌کند.
یک متابولیت اصلی بوسپیرون به نام ۱-(۲-پیریمیدینیل) پیپرازین (1-PP)، نسبت به خود بوسپیرون
سطوح خونی بالاتری دارد و به عنوان آنتاگونیست قوی گیرنده‌های آلفا-۲-آدرنرژیک عمل می‌کند. ۱-
(۲-پیریمیدینیل) پیپرازین ممکن است نقش مهمی در اثرات ضدافسردگی بوسپیرون داشته باشد.
برخلاف بنزودیازپین‌ها، بوسپیرون تأثیری بر کمپلکس گیرنده‌های GABA A ندارد.

### فارماکوکینتیک
فراهم‌زیستی بوسپیرون از طریق خوراکی ۳٫۹٪ است که در مقایسه با روش تزریقی پایین است. این
مسئله به دلیل متابولیسم عبور اول قابل توجه این دارو است. پس از بلع دارو، زمان رسیدن به حداکثر سطح پلاسمایی ۰٫۹ تا ۱٫۵ ساعت می‌باشد. نیمه عمر حذف دارو از بدن حدود ۲٫۸ ساعت است، هر
چند که در مطالعات مختلف نیمه عمر نهایی دارو بین ۲ تا ۱۱ ساعت گزارش شده است. متابولیت‌های
اصلی بوسپیرون عبارتند از ۵-هیدروکسی بوسپیرون، ۶-هیدروکسی بوسپیرون، ۸-هیدروکسی
بوسپیرون و ۱-(۲-پیریمیدینیل) پیپرازین. ۶-هیدروکسی بوسپیرون به عنوان متابولیت کبدی اصلی
بوسپیرون شناخته می‌شود و سطح پلاسمایی آن بعد از مصرف خوراکی دارو حدود ۴۰ برابر خود
بوسپیرون است. این متابولیت مانند بوسپیرون به عنوان یک آگونیست نسبی گیرنده‌های 5-HT 1A با میل
ترکیبی بالا عمل می‌کند و به همین دلیل نقش قابل توجهی در اثرات درمانی بوسپیرون دارد. ۱-(۲-
پیریمیدینیل) پیپرازین نیز نسبت به خود بوسپیرون سطح پلاسمایی بالاتری دارد و ممکن است نقش
مهمی در اثرات درمانی این دارو داشته باشد.
درصورتی که بوسپیرون همراه با غذا مصرف شود، جذب آن کاهش می‌یابد، اگرچه مصرف هم‌زمان
با غذا، متابولیسم عبور اول را نیز کاهش می‌دهد. نتیجه نهایی مصرف بوسپیرون با غذا افزایش
فراهم‌زیستی دارو است.

## تاریخچه
بوسپیرون نخستین بار در سال ۱۹۶۸ توسط شرکت مید جانسون ۱ ساخته شد. این دارو ابتدا به عنوان یک
آنتی‌سایکوتیک مؤثر بر گیرنده‌های D2 سنتز شد، لیکن مشخص شد که تأثیری بر سایکوز ندارد؛ بنابراین مجدداً به عنوان یک داروی ضداضطراب فرآوری گردید. در سال ۱۹۸۶ برای درمان اختلال اضطراب فراگیر مورد تأیید سازمان غذا و دارو قرار گرفت. بوسپیرون در حال حاضر به عنوان یک داروی ژنریک در دسترس است.

## کاربردهای تحقیقاتی
برخی مطالعات تأثیر بوسپیرون را در درمان افسردگی و اختلالات رفتاری به دنبال آسیب مغزی نشان داده‌اند. همچنین شواهدی موجود است مبنی بر اینکه مصرف ترکیبی بوسپیرون و ملاتونین می‌تواند منجر به بهبود اختلال افسردگی ماژور و افزایش فرایند ساخته شدن سلول‌های عصبی شود.